# Gazownia w Bydgoszczy

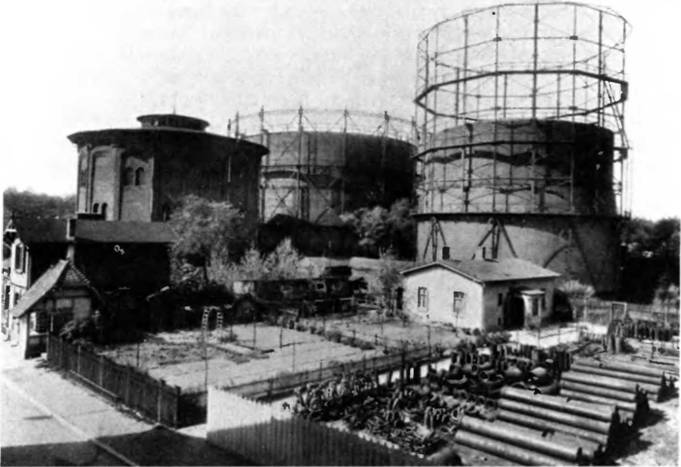
Zbiorniki gazu na terenie przy ulicy Jagiellońskiej

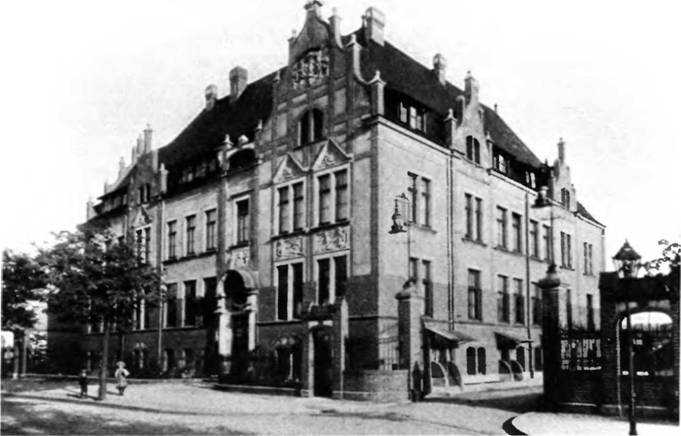
Budynek administracyjny wzniesiony w 1906 roku według projektu Carla Meyera

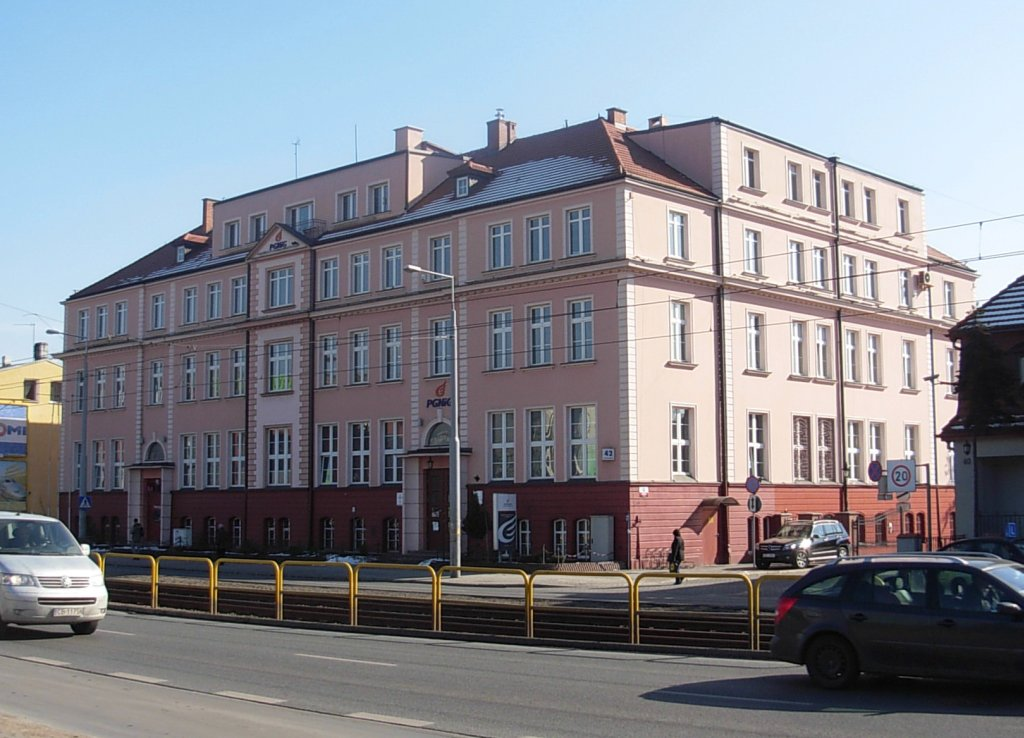
Budynek administracyjny w 2009 roku – widok od ulicy Jagiellońskiej

Gazownia w Bydgoszczy – miejska gazownia wybudowana w latach 1859–1860 w Bydgoszczy. W 2003 roku weszła w skład Pomorskiej Spółki Gazownictwa w Gdańsku, jako oddział o nazwie Zakład Gazowniczy w Bydgoszczy.

## Położenie
Siedzibą biur bydgoskiej gazowni jest budynek administracyjny przy ulicy Jagiellońskiej 42. Przedsiębiorstwo nadal zajmuje historyczne zabudowania techniczne i administracyjne w tym rejonie.

## Historia

### Okres pruski

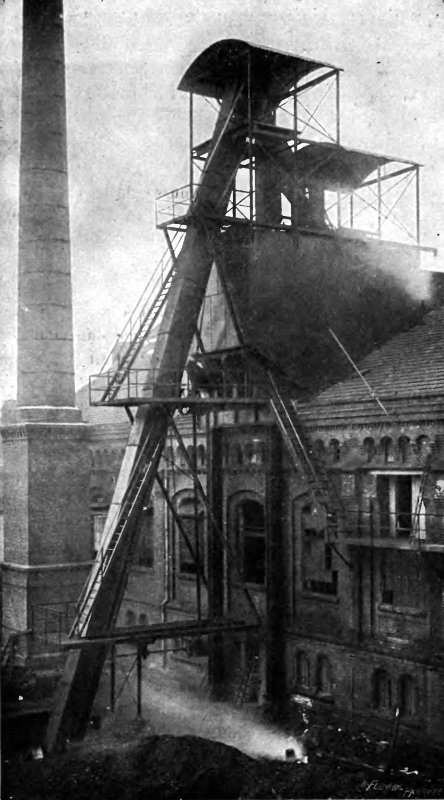
Transport węgla do pieca

Gazownia bydgoska należy do najstarszych na ziemiach polskich. W 1859 roku, na wybranym terenie nad Brdą, przystąpiono do jej budowy kosztem 77.800 talarów. Obiekty zostały przekazane do użytku 1 października 1860 roku. Lokalizacja przedsiębiorstwa została tak dobrana, aby możliwy był transport węgla drogą wodną od strony Wisły lub Kanału Bydgoskiego. Zakład znajdował się na ówczesnych wschodnich peryferiach miasta, gdzie nie istniała jeszcze zwarta zabudowa mieszkalna.
Gaz produkowano w procesie spalania węgla kamiennego. Był to tak zwany gaz węglowy, zwany też miejskim. Przez pierwszych 20 lat istnienia gazownia wytwarzała gaz wyłącznie dla oświetlenia ulicznego. W 1860 roku na ulicach miasta zapłonęły pierwsze latarnie gazowe, wypierając olejowe i naftowe. Było ich 285, a oświetlały miejsca przy najważniejszych urzędach oraz hotelach. W 1900 roku bydgoskie ulice oświetlało już 1131 latarni gazowych, w 1905 ich liczba wynosiła 1484, a 1488 w 1910. Były to lampy miejskie 4-koszyczkowe, eksploatowane na bocznych ulicach, i – bardziej reprezentacyjne – 8-koszyczkowe przy głównych trasach. Nad ich sprawnym działaniem czuwali konserwatorzy, a w 1900 roku zainstalowano automat samoczynnie zapalający latarnie uliczne. Po 1880 roku gaz znalazł zastosowanie również w gospodarstwach domowych i w przemyśle, początkowo u zaledwie 250 odbiorców. Pod koniec lat 80. XIX wieku wprowadzono gazomierze. W 1909 u odbiorców indywidualnych i przemysłowych było ich zainstalowanych już 10 065 sztuk.
Początkowo gazownia zajmowała obszar 0,8 ha, w 1918 roku 3,2 ha, a po wojnie 7,4 ha.
Do wytwarzania gazu używano węgla górnośląskiego oraz angielskiego. Dla ułatwienia transportu w 1890 roku wybudowano własną bocznicę kolejową, która wiodła wzdłuż dzisiejszej ulicy Ogińskiego. W 1909 roku przeszło przez gazownię 1219 wagonów o łącznym ładunku 17,5 tys. ton. W 1910 roku, między innymi dla rozładunku wagonów z bocznicy oraz barek na Brdzie, powstała kolejka wisząca o napędzie elektrycznym.
W 1881 roku dokonano pierwszej przebudowy gazowni. W kolejnych latach modernizowano najczęściej piecownię. W roku 1905 przystąpiono do budowy pięciu pieców o tak zwanych retortach pochyłych. W tym samym roku wybudowano również budynek administracyjny według projektu miejskiego radcy budowlanego Carla Meyera. W 1908 roku powstało urządzenie do produkcji gazu wodnego. W latach I wojny światowej i pierwszych latach powojennych gazownia nie wzbogaciła się w nowe inwestycje. Wyeksploatowane urządzenia przyczyniły się do spadku produkcji gazu, a dodatkową barierą rozwoju był późniejszy światowy kryzys ekonomiczny.

### Okres międzywojenny

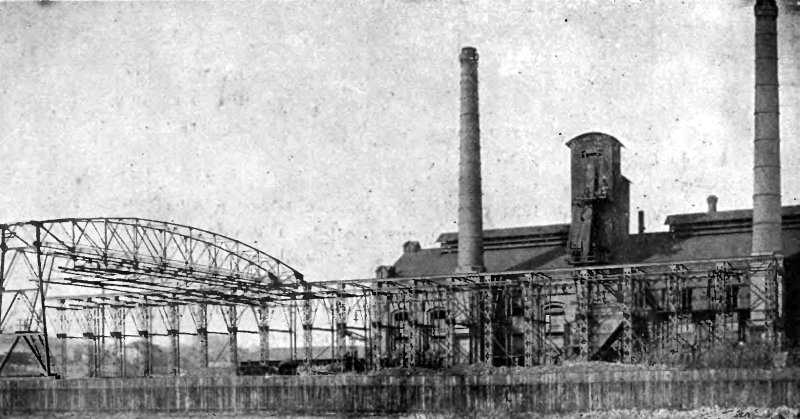
Kolejka wisząca do transportu węgla, istniejąca w latach 1910–1959

Przedsiębiorstwo zostało przejęte przez władze polskie 21 stycznia 1920. Produkcja gazu wynosiła wtedy 3,7 mln m³. Poważniejszy rozwój gazowni rozpoczął się w 1925 roku. Piece retortowe zamieniono na komorowe, według systemu Dessau. Polscy inżynierowie i technicy z dyrektorem inż. Bronisławem Klimczakiem opracowali i uruchomili nowe urządzenia do otrzymywania i przeróbki innych produktów wysokotemperaturowego odgazowania węgla. Był to między innymi benzol, który po rafinacji stanowił składnik mieszanki benzynowej do silników samochodowych. Powstała aparatura do zagęszczania wody amoniakalnej oraz do produkcji siarczanu amonu, destylarnia frakcyjna smoły, dostarczająca oleju karbolowego, oleju płuczkowego antracenowego i lepiku. Przygotowywano również smołę preparowaną, nabywaną przez fabryki kabli elektrycznych.
Koniunktura zaczęła poprawiać się w latach 1936–1939. Zwiększono nakłady inwestycyjne, budowano nowe gazociągi i wymieniano stare. Ulice miasta oświetlało wtedy 1847 latarni.
W okresie międzywojennym gazownia posiadała sklep przy ulicy marsz. Ferdynanda Focha 5 oraz salę pokazową urządzoną w gmachu administracyjnym, w której odbywały się, między innymi, prelekcje i pokazy oszczędnego gotowania na gazie. Tuż przed wybuchem II wojny światowej przedsiębiorstwo zatrudniało około 150 osób, w tym 3 inżynierów, 2 techników, 98 pracowników fizycznych i 44 pracowników umysłowych.
W 1938 roku produkcja gazu w przedsiębiorstwie osiągnęła poziom 6,3 mln m³. Gazownia Bydgoska  pod względem wielkości i produkcji gazu była największą na Pomorzu, natomiast wśród 106 gazowni działających na terenie ówczesnej Polski zajmowała szóste miejsce po Warszawie, Poznaniu, Lwowie, Krakowie i Łodzi.

### Okres okupacji
We wrześniu 1939 roku gazownia została przejęta przez władze miejskie i razem z komunikacją tramwajową, wodociągami, elektrownią i cegielnią tworzyła Zakład Miejski (niem. Stadtwerke Bromberg). W 1943 roku niemieckie kierownictwo uruchomiło trzeci piec i odbudowało dwa piece pionowo-komorowe systemu „Didier” o łącznej zdolności produkcyjnej 22 tys. m³ gazu na dobę. Wycofujący się okupant zniszczył znaczną część obiektów i sprzętu gazowniczego.

### Okres powojenny
Bezpośrednio po zakończeniu działań wojennych, 24 stycznia 1945 roku rozpoczęto w gazowni prace nad zlikwidowaniem skutków działań wojennych, w czasie których zostały uszkodzone niektóre budynki (w tym administracyjny) i urządzenia. Gaz powrócił do miasta w lutym 1945 roku. Poczynając od 1948, produkcja gazu wzrastała rocznie o kilka milionów metrów sześciennych. Wzrost liczby mieszkańców, budowa nowych osiedli mieszkaniowych oraz rozwój przemysłu stawiały przed gazownią zwiększone zapotrzebowanie na gaz. Jednocześnie zaczęto odchodzić od gazowego oświetlenia ulic. W latach 1946–1947 zaczęło pojawiać się coraz więcej lamp elektrycznych. Ostatnie lampy gazowe w Bydgoszczy zamarły na początku lat 70. XX wieku
W roku 1951 ówczesna Gazownia Miejska przekształciła się w Zakłady Gazownictwa Okręgu Bydgoskiego, podległe Centralnemu Zarządowi Gazownictwa. Zakład stopniowo poszerzano i unowocześniano. Przybywało kotłów i innych urządzeń.
W latach 50. XX wieku zaczęto sobie zdawać sprawę, że możliwości rozbudowy gazowni na terenie przy ulicy Jagiellońskiej 42 są bardzo ograniczone, a ona sama zatruwa otoczenie. W tej sytuacji w 1955 roku zapadła decyzja o budowie nowej gazokoksowni na terenie wschodniej dzielnicy przemysłowej. Założenia projektowe przewidywały budowę nowej gazowni typu klasycznego wyłącznie dla potrzeb Bydgoszczy. Prace ruszyły przy ul. Witebskiej, a w latach 1962–1967 powstał jej I etap o zdolności produkcyjnej około 100 tys. m³. Nową gazownię uruchomiono 30 września 1967 roku, a w 1973 roku stary obiekt przy ulicy Jagiellońskiej został wyłączony z eksploatacji. Jego obiekty, w tym komin, wyburzono.
Pod koniec lat 60. XX wieku rozpoczęto budowę niezbędnej sieci gazowej, łączącej nową wytwórnię z poszczególnymi osiedlami miasta. Jeden z pierwszych większych gazociągów łączył wytwórnię z ulicą Władysława Bełzy wzdłuż ulicy Spornej i Toruńskiej, o długości około 4 km. 
Z gazu ziemnego odbiorcy z Bydgoszczy zaczęli korzystać w roku 1973. Od tego czasu następowała rozbudowa rozdzielczych sieci gazowych, dostarczających gaz ziemny do nowo wybudowanych osiedli bydgoskich (Wyżyny, Bartodzieje, os. Leśne, Fordon). Następnie budowano gazociągi okrężne, umożliwiające transport gazu do pozostałych dzielnic miasta: Jachcic, Czyżkówka, Miedzynia, Szwederowa i Kapuścisk.
24 września 1990 zakończono klasyczną produkcję gazu w zakładzie przy ulicy Witebskiej i od tego czasu w Bydgoszczy jedynym gazem dostarczanym odbiorcom jest gaz ziemny. Gaz dostarczany był gazociągami z Grudziądza i Gniewkowa. W latach 1987–1992 dokonano wymiany całej sieci gazowej w tych rejonach miasta, gdzie sieć była w najgorszym stanie technicznym.
Rozwój przedsiębiorstwa spowodował wzrost zatrudnienia. W 1960 roku w gazowni bydgoskiej zatrudnionych było 242 pracowników, w tym 5 inżynierów, 5 techników, 171 pracowników fizycznych i 61 pracowników umysłowych. Największą liczbę pracowników zakład posiadał w latach 70. i 80. XX wieku (1970: 532; 1980: 557; 1985: 550); w 1999 roku zatrudnionych w nim było 452 osób.

## Współczesność
Historię Gazowni Bydgoskiej kontynuuje od 1 stycznia 2000 roku Zakład Gazowniczy w Bydgoszczy, funkcjonujący jako oddział Polskiego Górnictwa Naftowego i Gazownictwa. 1 stycznia 2003 roku zakład stał się (do roku 2013) oddziałem Pomorskiej Spółki Gazownictwa (sp. z o.o.). Zasięg działalności oddziału bydgoskiego obejmuje województwo kujawsko-pomorskie, a także Chojnice, Czersk i Człuchów z województwa pomorskiego.
W 2007 roku spółka została przekształcona w operatora systemu dystrybucyjnego. Odtąd działalność oddziału obejmuje świadczenie usługi dystrybucji gazu ziemnego, prowadzenie ruchu sieciowego, konserwację oraz remonty sieci i urządzeń wraz z pomiarami ilości i jakości transportowanego gazu oraz rozbudowę sieci.
Od 29 czerwca 2007 do 5 października 2008 oddział funkcjonował pod nazwą Pomorski Operator Systemu Dystrybucyjnego Oddział Dystrybucji Gazu w Bydgoszczy; następnie zmienił nazwę na Pomorska Spółka Gazownictwa Oddział Zakład Gazowniczy w Bydgoszczy.